# Gösta Ahldin
Gösta Harald Ahldin, född 4 oktober 1903 i Skivarps församling, Malmöhus län, död 6 januari 1980 i Sankt Peters Klosters församling, Lund, var en svensk psykiater. 
Efter studentexamen i Lund 1922 blev Ahldin medicine kandidat 1927 och medicine licentiat vid Lunds universitet 1933. Han var assistentläkare vid Lunds lasarett och vikarierande underläkare vid Malmö allmänna sjukhus 1933–34, extra läkare vid Lillhagens sjukhus i Göteborg 1935, underläkare vid Malmö östra sjukhus 1936–38, Lillhagens sjukhus 1938–41, förste läkare där 1941–57 samt överläkare vid Birgittas sjukhus i Vadstena från 1957 och sjukhuschef där från 1959. Troligen till 1967 då de (Gösta och Rut Ahldin) flyttade från Stora slottsvillan till Tycklingevägen i Vadstena.1979 flyttade de till Lund.